# Жвавий крок
«Жвавий крок» (англ. Step Lively) — американська короткометражна кінокомедія режисера Альфреда Дж. Гулдінга 1917 року.

## У ролях
- Гарольд Ллойд
- Снуб Поллард
- Бібі Данієлс
- В. Л. Адамс
- Арт Басс
- Вільям Блейсделл
- Семмі Брукс
- Клара Дре
- Лоретта Дре
- Гас Леонард